# Alois Alzheimer (Manager)
Alois Alzheimer (* 30. August 1901 in Neumarkt in der Oberpfalz; † 7. August 1987 in München) war ein deutscher Jurist und Versicherungsmanager.

## Leben und Wirken
Alois Alzheimer studierte Rechtswissenschaft an der Ludwig-Maximilians-Universität München, an der er 1924 mit der Schrift Die Verabredung zum Mord nach § 49 b R.St.G.B. zum Doktor der Rechte promoviert wurde.
Am 8. und 9. November 1923 nahm Alzheimer als Mitglied des Bunds Oberland am Hitlerputsch teil. Im Januar 1925 wurde er mit dem inzwischen aus Landsberg entlassenen Friedrich Weber, Eugen Meyding und Adolf Aechter (1864–1934) vor dem Schwurgericht München wegen Fortführung verbotener Verbände angeklagt. Meyding, Alzheimer und  Aechter wurde zur Last gelegt, das verbotene Freikorps Oberland durch den Schützen- und Wanderbund fortgeführt zu haben. Das war aber nach Entscheidung des Gerichts nicht nachzuweisen, weshalb die Angeklagten freigesprochen wurden.
Von 1927 bis 1928 war Alzheimer Gerichtsassessor und 3. Staatsanwalt im Bayerischen Justizministerium in München; im Jahre 1929 war er Amtsrichter in Bad Reichenhall. Im selben Jahr trat er in die Münchener Rück ein. 1933 wurde er zum stellvertretenden und 1936 zum ordentlichen Vorstandsmitglied ernannt. Er trat zum 1. März 1933 der NSDAP bei (Mitgliedsnummer 1.494.131). 1945 wurde er verhaftet und im Zuge der Entnazifizierung von seinem Amt suspendiert. Ab 1948 wurde er wieder bei der Münchner Rück und als Aufsichtsrat bei der Allianz beschäftigt. Von 1950 bis 1968 war er Vorstandsvorsitzender und Generaldirektor der Münchner Rück. Unter seiner Leitung stieg das Unternehmen zum Weltmarktführer auf; sein Nachfolger wurde Horst K. Jannott. Ab 1954 war Alzheimer stellvertretender Aufsichtsratsvorsitzender der Allianz. Von 1969 bis 1976 war er Vorsitzender des Aufsichtsrats der Münchener Rück; er wurde von Jürgen Ponto abgelöst.
Alzheimer wurde mit dem Bayerischen Verdienstorden ausgezeichnet.